# Zack Steffen
Zackary Thomas Steffen (Coatesville, Pennsilvania, Estados Unidos, 2 de abril de 1995) es un futbolista estadounidense. Juega de portero y su equipo es el Colorado Rapids de la Major League Soccer. Es internacional absoluto con la selección de Estados Unidos desde 2018.

## Trayectoria

### Inicios
Steffen jugó entre el 2013 y 2014 al fútbol universitario con los Maryland Terrapins de la Universidad de Maryland. Dejó Maryland para unirse al SC Freiburg alemán en diciembre de 2014, donde jugó para el SC Freiburg II, segundo equipo del club, para eventualmente ser el tercer arquero del primer equipo.

### Columbus Crew
Regresó a los Estados Unidos y fichó por el Columbus Crew de la Major League Soccer el 22 de julio de 2016. Fue enviado a préstamo al Pittsburgh Riverhounds de la United Soccer League en agosto de 2016. Debutó con los Riverhounds el 13 de agosto, en la victoria por 2-1 sobre el Bethlehem Steel FC.
Se ganó la titularidad en el Columbus Crew para la temporada 2017 de la MLS. En la primera ronda de los playoffs de la Copa MLS 2017 contra el Atlanta United, registró 8 salvadas durante los 120 minutos de partido, y atajó 2 penaltis en la tanda de penaltis.
Fue nombrado portero del año de la MLS 2018, donde consiguió 10 vallas invictas y un promedio de goles recibidos de 1,28.

### Manchester City
Steffen fichó por el Manchester City F. C. el 9 de julio de 2019 por 9 millones de dólares. Inmediatamente fue cedido una temporada al Fortuna Düsseldorf. Al término de la misma, regresó al conjunto inglés.
Entonces permaneció dos años en el equipo mancuniano, en los que jugó 21 partidos, antes de volver a ser cedido para la temporada 2022-23, siendo el Middlesbrough F. C. su destino.

### Regreso a Estados Unidos
A inicios de 2024 abandonó definitivamente el club mancuniano para volver a los Estados Unidos después de fichar por el Colorado Rapids y firmar un contrato hasta 2026.

## Selección nacional
Fue el portero titular de la selección de los Estados Unidos sub-20 en el Campeonato Sub-20 de la Concacaf de 2015 y la Copa Mundial de Fútbol Sub-20 de 2015.
Fue llamado por primera vez a la selección de los Estados Unidos el 16 de mayo de 2016. No debutó en su primera convocatoria, aunque luego en enero de 2018 jugó su primer encuentro con la absoluta en un amistoso contra Bosnia y Herzegovina. El 9 de junio de 2018, en el Parc Olympique Lyonnais en Lyon, Steffen realizó siete salvadas a Francia, que eventualmente ganarían el Mundial FIFA 2018, el encuentro terminó en empate 1-1.

## Estadísticas

### Clubes
Actualizado al último partido disputado en la temporada 2024.
| SC Friburgo II · Alemania | 4.ª           | 2014-15       | 0   | 0 | —  | — | — | — | 0   | 0 |
| SC Friburgo II · Alemania | 4.ª           | 2015-16       | 14  | 0 | —  | — | — | — | 14  | 0 |
| SC Friburgo II · Alemania | Total club    | Total club    | 14  | 0 | 0  | 0 | 0 | 0 | 14  | 0 |
| Pittsburgh Riverhounds Estados Unidos | 2.ª           | 2016          | 9   | 0 | 0  | 0 | — | — | 9   | 0 |
| Pittsburgh Riverhounds Estados Unidos | Total club    | Total club    | 9   | 0 | 0  | 0 | 0 | 0 | 9   | 0 |
| Columbus Crew SC Estados Unidos | 1.ª           | 2017          | 39  | 0 | 0  | 0 | — | — | 39  | 0 |
| Columbus Crew SC Estados Unidos | 1.ª           | 2018          | 32  | 0 | 0  | 0 | — | — | 32  | 0 |
| Columbus Crew SC Estados Unidos | 1.ª           | 2019          | 13  | 0 | 0  | 0 | — | — | 13  | 0 |
| Columbus Crew SC Estados Unidos | Total club    | Total club    | 84  | 0 | 0  | 0 | 0 | 0 | 84  | 0 |
| Fortuna Düsseldorf · Alemania | 1.ª           | 2019-20       | 17  | 0 | 1  | 0 | — | — | 18  | 0 |
| Fortuna Düsseldorf · Alemania | Total club    | Total club    | 17  | 0 | 1  | 0 | 0 | 0 | 18  | 0 |
| Manchester City F. C. Inglaterra | 1.ª           | 2020-21       | 1   | 0 | 10 | 0 | 1 | 0 | 12  | 0 |
| Manchester City F. C. Inglaterra | 1.ª           | 2021-22       | 1   | 0 | 7  | 0 | 1 | 0 | 9   | 0 |
| Middlesbrough F. C. Inglaterra | 2.ª           | 2022-23       | 44  | 0 | 1  | 0 | ― | ― | 45  | 0 |
| Middlesbrough F. C. Inglaterra | Total club    | Total club    | 44  | 0 | 1  | 0 | 0 | 0 | 45  | 0 |
| Manchester City F. C. Inglaterra | 1.ª           | 2023-24       | 0   | 0 | 0  | 0 | 0 | 0 | 0   | 0 |
| Manchester City F. C. Inglaterra | Total club    | Total club    | 2   | 0 | 17 | 0 | 2 | 0 | 21  | 0 |
| Colorado Rapids Estados Unidos | 1.ª           | 2024          | 35  | 0 | —  | — | 7 | 0 | 42  | 0 |
| Colorado Rapids Estados Unidos | Total club    | Total club    | 35  | 0 | 0  | 0 | 7 | 0 | 42  | 0 |
| Total carrera | Total carrera | Total carrera | 205 | 0 | 19 | 0 | 9 | 0 | 233 | 0 |
| (1) Incluye datos de la Copa MLS (2017, 2018 y 2024). (2) Incluye datos de la U.S. Open Cup, Copa de Alemania, Copa de la Liga de Inglaterra, FA Cup y Community Shield. (3) Incluye datos de la Liga de Campeones de la UEFA y Leagues Cup. |               |               |     |   |    |   |   |   |     |   |

### Selección nacional
| Selección             | Año           | Amistosos | Amistosos | Norteamérica | Norteamérica | Mundial | Mundial | Total | Total |
| Selección             | Año           | Part.     | Goles     | Part.        | Goles        | Part.   | Goles   | Part. | Goles |
| --------------------- | ------------- | --------- | --------- | ------------ | ------------ | ------- | ------- | ----- | ----- |
| Sub-18 Estados Unidos | 2012-13       |           |           |              |              |         |         | 9     | 0     |
| Sub-18 Estados Unidos | Total         |           |           |              |              |         |         | 9     | 0     |
| Sub-20 Estados Unidos | 2014-15       |           |           |              |              |         |         | 17    | 0     |
| Sub-20 Estados Unidos | Total         |           |           |              |              |         |         | 17    | 0     |
| Sub-23 Estados Unidos | 2015          |           |           |              |              |         |         | 4     | 0     |
| Sub-23 Estados Unidos | Total         |           |           |              |              |         |         | 4     | 0     |
| Adulta Estados Unidos | 2018          | 6         | 0         | -            | -            | -       | -       | 6     | 0     |
| Adulta Estados Unidos | 2019          | 5         | 0         | 6            | 0            | -       | -       | 11    | 0     |
| Adulta Estados Unidos | 2020          | 2         | 0         | -            | -            | -       | -       | 2     | 0     |
| Adulta Estados Unidos | 2021          | 2         | 0         | 5            | 0            | -       | -       | 7     | 0     |
| Adulta Estados Unidos | 2022          | -         | -         | 3            | 0            | -       | -       | 3     | 0     |
| Adulta Estados Unidos | Total         | 15        | 0         | 14           | 0            | 0       | 0       | 29    | 0     |
| Total carrera         | Total carrera | 15        | 0         | 14           | 0            | 0       | 0       | 59    | 0     |

## Palmarés

### Títulos nacionales
| Título          | Club                  | País       | Año     |
| --------------- | --------------------- | ---------- | ------- |
| Copa de la Liga | Manchester City F. C. | Inglaterra | 2020-21 |
| Premier League  | Manchester City F. C. | Inglaterra | 2020-21 |
| Premier League  | Manchester City F. C. | Inglaterra | 2021-22 |

### Títulos internacionales
| Título                          | Club (*)       | Sede           | Año  |
| ------------------------------- | -------------- | -------------- | ---- |
| Liga de Naciones de la Concacaf | Estados Unidos | Estados Unidos | 2021 |

(*) Incluyendo la selección.

### Distinciones individuales
| Distinción                                | Año  |
| ----------------------------------------- | ---- |
| Portero del año de la Major League Soccer | 2018 |
| MLS Best XI                               | 2018 |